# Amerigo Vespucci
Amerigo Vespucci (9. března 1454 – 22. února 1512 Sevilla, Španělsko) byl italský cestovatel a objevitel, kartograf, autor mnoha cestopisných spisů. Je po něm pojmenován kontinent Amerika, jehož východní pobřeží jako první z velké míry popsal. Jméno Amerika, podle Vespucciho křestního jména, poprvé použil roku 1507 kartograf Martin Waldseemüller ve své mapě Universalis Cosmographia.
Amerigo byl třetí syn florentského notáře Vespucciho, začínal roku 1492 v Seville jako zástupce florentské obchodní firmy Bernardi, podílející se na financování Kolumbovy první výpravy. O pět let později už sám odpovídal za zajištění a vybavení třetí výpravy. Vyznal se v kosmografii a měl i rozsáhlé matematické a astronomické znalosti. Pro některé je velkým objevitelem, jiní ho považují jen za úspěšného obchodníka, ne-li přímo za „podvodníka s obratným perem“. Nejrůznější pochybnosti a dohady vyvolala zejména jeho první a čtvrtá cesta.
Podle vlastního líčení vyplul spolu s kapitánem Juanem de la Cosa na první cestu 10. května 1497 z Cádizu „k velkému zálivu v moři – oceánu“ a po třicetidenní plavbě dorazil k jižní části severoamerické pevniny – o rok dříve než Kryštof Kolumbus (Kolumbus při svých objevech přistál zprvu na ostrovech v Karibiku, teprve později na samotném americkém kontinentu). Proplul údajně průlivem mezi Floridou a Kubou (čímž dokázal, že jde o ostrov) a 15. října se vrátil s 222 otroky. Poměrně nejméně sporů bylo kolem jeho druhé cesty.

## Život
Amerigo Vespucci získal humanitní vzdělání a znalosti z matematiky a astronomie, zvláštní ambice však neměl, stal se kupcem – zaměstnancem bankovního domu Medicejských pana Lorenza Pietra (syna Lorenza il Magnifica). 14. května 1491, tedy ve 40 letech, byl vyslán do filiálky Medicejských v Seville, do obchodního domu Juanota Beraldiho, který se zabýval vystrojováním lodí. Po čtyřech letech Beraldi zemřel a Vespucci dle jeho závěti firmu zlikvidoval. V Seville zůstal. Neměl majetek ani vlastní rodinu.
V květnu roku 1499 se tedy nalodil na flotilu Alonsa de Hojeda a vyplul s ním v nejasné pozici k již objeveným brazilským břehům. Na této cestě sice nezískal majetek, zato kvalitní mořeplavecké zkušenosti. V letech 1501 až 1502 se zúčastnil své druhé plavby k Brazílii, tentokrát pod portugalskou vlajkou, patrně již jako lodivod nebo kreslič map. Úkolem plavby bylo plout co nejvíc k jihu a najít cestu kolem objeveného „ostrova“ (tzn. Ameriky), kterou by bylo možno doplout do hlavního cíle všech výprav té doby - totiž do Indie, za kořením. Historický význam plavby byl, že na ní Vespucci pochopil, že se nejedná o nějaký velký ostrov, ale o celý kontinent. Zároveň se k ní vztahuje přelomový leták „Mundus Novus“, který je základem Vespucciho pozdějšího věhlasu.
Roku 1503 byla uspořádána další plavba, rovněž, pod portugalskou vlajkou a se stejným cílem. Tentokrát se sice dostali daleko, až někam pod Río de la Plata, ale pro bouřlivé počasí nešlo pokračovat. Vespucci se vrátil do Lisabonu zase chudý a zklamaný – cestu nenalezl.
Vrátil se do Sevilly, ve svých 57 letech se oženil a jako vrchní lodivod se stal jedním z mnoha královských úředníků v Casa de Contratación. Jako chudý v Seville zemřel 22. února 1512.

## Význam
Amerigo Vespucci sám sebe nepovažoval za objevitele ani spisovatele a i podle mnohých jiných ani jedním, ani druhým nebyl. Jeho věhlas byl založen na latinsky vytištěném letáku „Mundus Novus“, na němž byl uveden jako autor. Tento leták byl vydán roku 1503. „Mundus Novus“ byl barvitým vyprávěním o zážitcích, krajině, zvířatech a domorodcích z brazilského pobřeží a zároveň sděloval, že se tu jedná o zcela nový díl světa, nikoliv o Indii. To všechny nesmírně ohromilo a to ze dvou důvodů. Kolumbovo tvrdošíjné tvrzení, že se v té oblasti nachází již Indie, vlastně lidem „zmenšilo“ svět, zatímco Vespucciho zpráva svět naopak „zvětšila“. Ještě mocnější vzrušení však všeobecně nastalo, když svůj popis onoho vzdáleného a úžasného místa uzavře slovy „pozemský ráj, pokud vůbec někde je, nemůže být daleko odtud“. Existovala teze, že Bůh po Adamově hříchu ráj nezničil, ale odsunul ho na opačnou stranu světa. Vznikla tu najednou naděje, že tomu tak je! Tento leták se ihned rozšířil a překládal do různých jazyků.[zdroj?]

## Pojmenování Ameriky
Podle obecně přijímané teorie je podle Vespucciho křestního jména pojmenována Amerika. Podle některých autorů to ale není jisté a jméno Amerika může odkazovat i na Richarda Amerike nebo oblast Amerrique v Nicaragui.
Roku 1507 v malém knížectví v Lotrinsku v městečku Saint-Dié působila skupinka humanistů. Po mnoha námořních objevech je napadlo, že se po pustí do přepracování tehdy jediného klasického zeměpisného díla, tím byla Ptolemaiova „Cosmographia“. Starořek Ptolemaios byl považován za vševědoucího znalce nauky o zemi, jeho kniha Cosmographia platila stovky let za vrchol geografie.
25. dubna 1507 vydali dílko o 52 stranách s názvem „Uvedení do kosmografie se základními principy geometrie a astronomie, k tomu potřebnými. Navíc čtyři plavby Ameriga Vespucciho, dále popis (mapa) světa jak na plocho, tak ve tvaru glóbu se všemi těmi částmi, které byly Ptolemaiovi neznámé a které byly objeveny v poslední době“ („Cosmographiae introductio…“). V tomto svazku ovšem po dlouhém úvodu autorů následuje text Ptolemaia, po něm jsou uvedeny ony čtyři Vespucciho cesty. O Kolumbovi se nezmiňují. V sedmé kapitole výslovně uznávají za objevitele Vespucciho. Ve skupince autorů je na kresbu a rytí map mladý sedmadvacetiletý matematik a geograf Martin Waldseemüller. Ten v sedmé kapitole napíše, že čtvrtý díl světa „by bylo možno ode dneška nazývat zemí Americovou nebo Americou, když ji Americus objevil“. A tímto svým nápadem se tak nadchne, že slovo „America“ (česky Amerika) do mapy v příloze použije. Tento původně pouze návrh byl zcela přijat a ve všech dalších mapách ho kresliči používají.

## Vývoj chápání pojmu Amerika

Waldseemüllerova mapa (1507) s oddělenou jižní a severní částí Ameriky

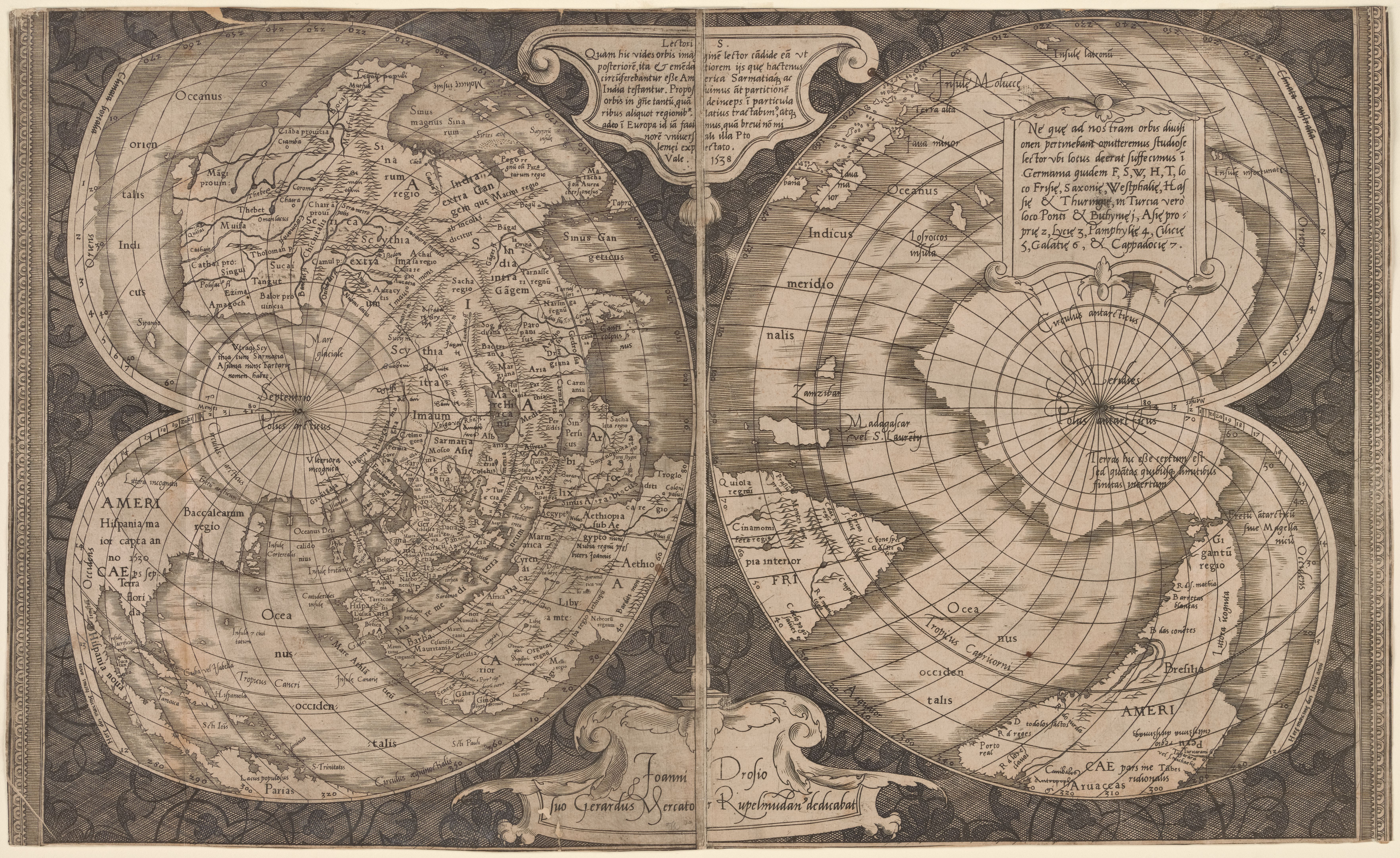
Mercatorova mapa (1538) se spojenou jižní a severní částí Ameriky

Ještě na mapě z roku 1507 byla Amerika chápána pouze jako jižní část kontinentu, oddělená od severní části průlivem. Na mapě z roku 1538 již kartograf Gerhard Mercator zakreslil celistvý kontinent. 